# Видениекс, Альфред
Альфред Видениекс (латыш. Alfrēds Videnieks, в советских документах также Альфред Екабович Видениек, 1908—2002) — латвийский и советский театральный актёр. Народный артист Латвийской ССР (1959). Лауреат Сталинской премии третьей степени (1951).

## Биография
Альфред Видениекс родился 7 (20 августа) 1908 года в Добленском уезде Курляндской губернии (ныне Латвия).
Имел сельскохозяйственное образование, был дипломированным специалистом-овощеводом. Учился на драматических курсах Эрнеста Зелтматиса (первая в Латвии профессиональная школа актёров, 1930—1933). Работал в Лиепайском латышском театре (1933—1937), в Латвийском Национальном театре (1937—1941), Рижском народном театре (1941—1944). С 1944 года — актёр Латвийского академического театра драмы им. А. Упита. С 1949 года стал сниматься на Рижской киностудии.
Умер 22 июня 2002 года. Похоронен в Риге на Лесном кладбище.

## Семья
Жена — Хельга Лиците, актриса оперетты
Сын — Арнис Лицитис (1946—2022), советский и латвийский актёр

## Награды и премии
- Народный артист Латвийской ССР (1959)
- Сталинская премия третьей степени (1951) — за исполнение роли в спектакле «Земля зелёная» А. М. Упита
- Орден «Знак Почёта» (03.01.1956)
- Почётная грамота Кабинета Министров Латвии (19.08.1998)[2]

## Фильмография
- 1956 — За лебединой стаей облаков
- 1958 — Повесть о латышском стрелке — Эзеринь
- 1959 — Меч и роза — Никлавс
- 1959 — Илзе — Таурупс
- 1961 — Обманутые
- 1962 — День без вечера — Эглис
- 1963 — Генерал и маргаритки — генерал Дональд
- 1964 — Москва — Генуя — Американский посол
- 1964 — Капитан Нуль
- 1965 — Клятва Гиппократа — Судья
- 1965 — Заговор послов
- 1966 — Игра без ничьей — Кооль
- 1967 — Когда дождь и ветер стучат в окно — Калнозол
- 1967 — Жаворонки прилетают первыми — Кристап
- 1968 — Щит и меч — следователь
- 1968 — Распятый остров — майор
- 1968 — Без права быть собой
- 1969 — Десять зим за одно лето — сллюзионист
- 1971 — Нас четверо — Дед
- 1971 — Комитет девятнадцати — Винер
- 1971 — В тени смерти — Далда
- 1974 — Ответная мера — Кост
- 1979 — Три минуты лёта
- 1980 — Долгая дорога в дюнах
- 1981 — На грани веков — Марцис
- 1985 — Мальчик-с-пальчик